# Johanna Udras
Johanna Udras (* 23. Oktober 2002 in Võru) ist eine estnische Skilangläuferin.

## Werdegang
Udras startete international erstmals beim Europäischen Olympischen Winter-Jugendfestival 2019 in Sarajevo. Dort belegte sie den 39. Platz über 7,5 km klassisch, den 29. Rang im Sprint und den 21. Platz über 5 km Freistil. Im folgenden Jahr lief sie bei den Olympischen Jugend-Winterspielen in Lausanne auf den 19. Platz im Cross, auf den 16. Rang über 5 km klassisch und auf den fünften Platz im Sprint. Ihre besten Platzierungen bei den Junioren-Skiweltmeisterschaften 2020 in Oberwiesenthal waren der 27. Platz im Sprint und der 12. Rang mit der Staffel. Im Sommer 2020 gewann sie mit drei ersten und zwei zweiten Plätzen den Rollerski-Weltcup. In der Saison 2020/21 startete sie in Ruka erstmals im Skilanglauf-Weltcup und errang dabei den 68. Platz im Sprint und kam beim Saisonhöhepunkt, den Nordischen Skiweltmeisterschaften 2021 in Oberstdorf, auf den 50. Platz im Sprint, auf den 20. Rang zusammen mit Aveli Uustalu im Teamsprint und auf den 14. Platz mit der Staffel. Ihre besten Ergebnisse bei den Junioren-Skiweltmeisterschaften 2021 in Vuokatti waren der 18. Platz im Sprint und der siebte Rang mit der Staffel.

## Siege bei Rollerski-Weltcuprennen
| Nr. | Datum           | Ort    | Disziplin                  |
| --- | --------------- | ------ | -------------------------- |
| 1.  | 21. August 2020 | Otepää | Sprint klassisch           |
| 2.  | 22. August 2020 | Otepää | 27 km Freistil Massenstart |
| 3.  | 23. August 2020 | Otepää | 10 km klassisch            |